# Janice Bremner
Janice Bremner, född den 15 juli 1975 i Burlington, Kanada, är en kanadensisk konstsimmare.
Hon tog OS-silver i lagtävlingen i konstsim i samband med de olympiska konstsimstävlingarna 1996 i Atlanta.